# Lespesia ferruginea
Lespesia ferruginea är en tvåvingeart som först beskrevs av Henry J. Reinhard 1924.  Lespesia ferruginea ingår i släktet Lespesia och familjen parasitflugor.
Artens utbredningsområde är Texas. Inga underarter finns listade i Catalogue of Life.